# Stjepan Glavina
Stjepan Glavina (Klis, 1941. augusztus 27. –) jugoszláv-horvát nemzetközi labdarúgó-játékvezető.

## Pályafutása

### Nemzetközi játékvezetés
A Jugoszláv labdarúgó-szövetség Játékvezető Bizottsága (JB) 1979-ben terjesztette fel nemzetközi játékvezetőnek, a Nemzetközi Labdarúgó-szövetség (FIFA) bíróinak keretébe. Több nemzetek közötti válogatott és klubmérkőzést vezetett.  A jugoszláv nemzetközi játékvezetők rangsorában, a világbajnokság-Európa-bajnokság sorrendjében többedmagával a 10. helyet foglalja el 2 találkozó szolgálatával. Az aktív nemzetközi játékvezetéstől 1987-ben búcsúzott.

#### Világbajnokság
A világbajnoki döntőhöz vezető úton Spanyolországba a XII., az 1982-es labdarúgó-világbajnokságra a FIFA JB bíróként alkalmazta.
| Időpont           | Helyszín                    | Mérkőzés típusa           | Mérkőzés              | Eredmény | Nézők száma |
| ----------------- | --------------------------- | ------------------------- | --------------------- | -------- | ----------- |
| 1980. március 26. | Ramat Gan Stadion, Tel-Aviv | előselejtező (6. csoport) | Izrael–Észak-Írország | 0 : 0    | 40 000      |

1987-ben Chilében rendezték az U20-as labdarúgó-világbajnokságot, ahol a FIFA JB bírói szolgálatra foglalkoztatta.
| Időpont           | Helyszín                    | Mérkőzés típusa        | Mérkőzés         | Eredmény | Nézők száma |
| ----------------- | --------------------------- | ---------------------- | ---------------- | -------- | ----------- |
| 1987. október 14. | Városi Stadion, Antofagasta | selejtező (D. csoport) | USA–Szaúd-Arábia | 1 : 0    | 5 000       |

#### Európa-bajnokság
Az európai-labdarúgó torna döntőjéhez vezető úton Franciaországba a VII., az 1984-es labdarúgó-Európa-bajnokságra az UEFA JB játékvezetőként foglalkoztatta.
| Időpont           | Helyszín                 | Mérkőzés típusa           | Mérkőzés             | Eredmény | Nézők száma |
| ----------------- | ------------------------ | ------------------------- | -------------------- | -------- | ----------- |
| 1983. március 27. | Makario Stadion, Nicosia | előselejtező (5. csoport) | Ciprus–Csehszlovákia | 1 : 1    | 8 000       |